# Agalenocosa melanotaenia
Agalenocosa melanotaenia är en spindelart som först beskrevs av Cândido Firmino de Mello-Leitão 1941. 
Agalenocosa melanotaenia ingår i släktet Agalenocosa och familjen vargspindlar. Inga underarter finns listade i Catalogue of Life.